# 川口大助
川口 大助（かわぐち だいすけ、1918年3月5日。 - 1981年2月26日）は、日本の政治家。衆議院議員（3期）、秋田市長（3期）を務めた。

## 経歴
秋田県河辺郡新屋町（現在の秋田市）出身。秋田中学（旧制）を卒業後、国鉄に入り、国労秋田地方本部委員長を務める。その後秋田県議になり、日本社会党秋田県本部書記長、同顧問となり、1959年の秋田市長選では社会党公認で立候補して初当選した。以来3期。1971年の秋田市長選では保守系候補の荻原麟次郎に敗れて落選した。1976年の第34回衆議院議員総選挙で秋田1区から日本社会党公認で立候補して当選。1979年の秋田県知事選に立候補したが落選した。同年の第35回衆議院議員総選挙で再選。
このほか、秋田ステーションデパート、秋田ビル各社長、秋田県農漁村振興会、同都市計画協会各会長、東北開発審議委員などを務めた。
衆議院議員3期目途中の1981年2月26日、結腸がんのため、東京都大田区の東京労災病院で死去した。62歳没。同年3月3日、特旨を以て位記を追賜され、正五位勲三等に叙され、瑞宝章を追贈された。追悼演説は同年4月7日、衆議院本会議で石田博英により行われた。